# ZiŁ-117
ZiŁ-117 − radziecki luksusowy samochód osobowy produkowany w latach 1971-1978 przez zakłady ZiŁ w Moskwie.

## Opis modelu
W 1971 roku rozpoczęto produkcję modelu ZiŁ-117, będącego skróconą o 580 mm wersją luksusowego samochodu ZiŁ-114, produkowanego w latach 1967-1978. Do napędu ZiŁa-117 zastosowano widlasty ośmiocylindrowy, silnik benzynowy typu ZiŁ-114 o pojemności skokowej 6959 cm³ i mocy 300 KM osiąganej przy 4400 obr./min. Silnik ten wyposażony był w czterogardzielowy gaźnik, a jego stopień sprężania wynosił 9,0:1. Jednostka napędowa zblokowana została z 3-biegową automatyczną skrzynią biegów, poprzez którą napęd przenoszony był na tylną oś. Wyposażenie standardowe tego modelu obejmowało wspomaganie kierownicy, klimatyzację, centralny zamek oraz elektrycznie sterowane szyby drzwi przednich i tylnych. 
W 1972 roku rozpoczęto produkcję 2-drzwiowego kabrioletu o oznaczeniu ZiŁ-117W, pojazdy te wykorzystywane były podczas uroczystości państwowych w ZSRR.
Produkcję wszystkich odmian ZiŁa-117 zakończono w 1978 roku. Łącznie wyprodukowano 73 egzemplarze limuzyny i 6 lub 7 kabrioletów.
Powodem skonstruowania ZIŁ-117 była potrzeba posiadania rządowej limuzyny o randze pośredniej pomiędzy ZIŁ-114 (zarezerwowanym dla najwyższych władz partyjnych i państwowych), a GAZ-13 Czajka, który byłby odpowiedni np. dla kandydatów na członków Politbiura, a także  innych członków delegacji najwyższych władz. Dzięki większej dynamice i szybkości, nadawał się także jako  samochód ochrony delegacji.

## Wersje
- ZiŁ-117IE - odmiana wyposażona w ekranizowaną instalację elektryczną.
- ZiŁ-117M - skrócona wersja modelu ZiŁ-4104, skonstruowana w 1984 roku.
- ZiŁ-117P - odmiana ZiŁa-117 z przegrodą oddzielająca przestrzeń pasażerską.
- ZiŁ-117W - 2-drzwiowy kabriolet z materiałowym dachem (wyprodukowano 8[3]).
- ZiŁ-117WIE - 2-drzwiowy kabriolet z ekranizowaną instalacją elektryczną.